# Schlacht von Vergt
Die Schlacht von Vergt fand am 9. Oktober 1562 im Rahmen der französischen Hugenottenkriege (1. Hugenottenkrieg) zwischen dem Heer der katholischen und der reformierten Partei statt. Die katholische Armee wurde kommandiert von Blaise de Monluc und Charles de Burie. Die protestantische Armee stand unter dem Kommando von Guy de Montferrand und Symphorien de Duras. Die Schlacht wurde knapp zwei Kilometer westsüdwestlich des Ortszentrums von Vergt bei Pont-Romieu ausgetragen und endete mit einer schwerwiegenden Niederlage der Hugenotten.

## Historischer Kontext
Im Jahr 1562 griffen die unter dem Kommando von Louis de Condé stehenden protestantischen Heerführer gleichzeitig an mehreren Fronten an, in der Hoffnung, eine maximale Anzahl von Städten zu erobern. Die Guyenne, zu der auch Vergt gehörte, war eine protestantische Hochburg. Hier konnte der hugenottische Kriegsherr Symphorien de Duras eine rund 12.000 Mann starke Armee ausheben. Die Gascogner waren durch ihre Erfahrung in den Italienischen Kriegen als solide Infanteristen bekannt, welche den seit 1516 im katholischen Heer befindlichen Schweizer Pikenieren und auch den deutschen Landsknechten widerstehen konnten. De Condé und auch Coligny erachteten dieses Reformiertenheer des Südens als unabdingbar, da nur ein großes Infanterieheer dem königlichen Heer begegnen konnte. De Duras hatte die Absicht, mit seinem Heer nach Norden bis in den Poitou vorzustoßen, um sich dort mit den Verbänden von François III. de La Rochefoucauld zu vereinigen, welcher neben seinen Infanteristen 1.000 berittene adlige Protestanten um sich gesammelt hatte.
Gegenüber einer derart organisierten Streitmacht hatten die Katholiken anfangs nicht viel entgegenzusetzen. Der sich in Bergerac aufhaltende Louis III. de Bourbon, duc de Montpensier, der vom unter Druck stehenden Königshof eiligst zum Befehlshaber der katholischen Südarmee beordert worden war, hatte sich noch keine Autorität erworben. Der königliche Leutnant de Burie und die getreuen Feldmeister de Charry, d'Arne und de Massès befanden sich mit dem Gros der Armee in Mirande. De Burie zögerte jedoch, gegen die Protestanten zu Felde zu ziehen, insbesondere nachdem er erfuhr, dass die Verstärkungen aus Spanien durch Meutereien aufgehalten wurden. Daher blieb nur noch Blaise de Monluc als ernstzunehmender katholischer Feldherr übrig. Dieser hatte gerade Lectoure eingenommen und auch schon mehrfach gegen Hugenottenführer gekämpft.
Blaise de Monluc zog sodann den nach dem Poitou marschierenden Hugenotten entgegen, wobei er große Grausamkeiten gegen die Zivilbevölkerung an den Tag legte – er betrachtete sich nämlich als Gesandten des jungen Königs Karl IX. und sah seine Aufgabe darin, die Ordnung in den abgefallenen Landesteilen wiederherzustellen. Aber auch die Hugenotten waren ihrerseits nicht zimperlich.

## Auftakt der Schlacht

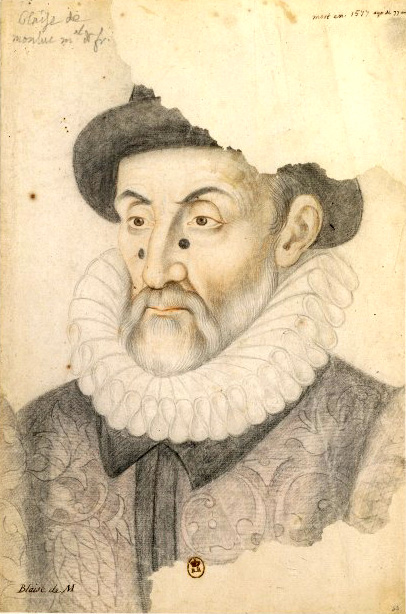
Blaise de Monluc

Zwischen dem 3. und 4. Oktober erfuhr de Monluc, dass das Reformiertenheer unter de Duras in Richtung Poitou marschierte, um vereint mit den dortigen Verbänden die Nordkräfte zu verstärken. Er beschloss daher, seine Effektivkräfte mit 5.000 meuternden Spaniern zu verstärken, indem er ihnen einen Anteil an der Kriegsbeute in Aussicht stellte. Am 7. Oktober lagerte er in Belvès. Am folgenden Morgen durchzog er mit mehreren Berittenen bei Siorac die Dordogne und erfuhr, dass Charles de Burie sich ohne königlichen Befehl nur dann anschließen wollte, wenn auch de Montpensier zu seinen Truppen stoße. De Monluc ließ daraufhin seinen Einfluss bei den Leutnants de Buries spielen, die sich für ihren ehemaligen Befehlshaber entschieden.
Mit einigen Reitern drang de Monluc dann bis Cendrieux vor, wo in unmittelbarer Nähe de Duras seine Kavallerie rasten ließ. Von Einheimischen erfuhr er, dass die Protestanten ihre Kanonen auf Vergt gerichtet hatten.
Die sorglosen Protestanten hatten nicht bemerkt, dass sich die katholische Armee unter de Monluc ihren Truppen näherte, da sie letzteren immer noch in Lectoure wähnten. Mit 50 Reitern preschte de Monluc sodann bis nach Sainte-Alvère, von wo aus er das gesamte Heer der Hugenotten in Augenschein nehmen konnte. Er erfuhr daraufhin durch einen von Bertrand de Lostanges, Seigneur de Saint-Alvère, gesandten Diener, dass zwei protestantische Offiziere  – de Salignac und de Moncaut – sich mit 25 Berittenen hinter das Gros des Hugenottenheeres hatten zurückfallen lassen, um auf die Falkenjagd zu gehen. Es gelang ihm, die Nachzügler gefangen zu nehmen, ohne dass de Duras Verdacht schöpfte. Letzterer war gerade dabei, seine Kavallerie mit dem Rest seines Heeres in der Nähe von Vergt zusammenzuführen.
Dem Rat seiner Leutnants folgend hatte de Burie sich de Monluc in Saint-Alvère angeschlossen und gemeinsam wurde entschieden, am folgenden Tag den 9. Oktober 1562 das Hugenottenheer anzugreifen.

## Hergang der Schlacht
Der Schlachtenverlauf wird nur von wenigen Autoren geschildert, darunter auch de Monluc, der den Hergang in seinen erst im Jahr 1592 veröffentlichten Commentaires berichtet.
Am Morgen des 9. Oktobers 1562 traf das Katholikenheer auf die Hugenotten, die sich in den Wiesen des Vern in der Nähe von Pont-Romieux zur Schlacht positionierten.
De Burie eröffnete die Schlacht mit vier Kanonensalven seiner Artillerie. De Monluc ließ seine gaskognischen Truppen um sich sammeln und hielt vor seinen spanischen Einsatzkräften nochmals eine Ansprache, da er sich ihrer nicht sicher war und eine neue Meuterei befürchtete. Der erste Angriff der katholischen Reiterei wurde daraufhin von den protestantischen Adligen unter de Bordet zurückgeworfen.
Auf Anraten de Bordets entschloss sich de Duras, sich nicht auf eine lange Schlacht einzulassen, da er dadurch nur an Zeit und Soldaten verlieren würde. Er gab daher das Zeichen zum Abzug. Sich dessen gewärtig erhöhten die Katholiken die Geschwindigkeit ihres Vormarschs, um dem protestantischen Heer in den Rücken zu fallen und sie daran zu hindern, die für die Protestanten strategisch günstige Anhöhe zu erreichen. Zum Schutz seiner Artillerie stellte de Duras dann 1.000 altgediente Soldaten ab. Die Distanz zwischen den beiden Heeren verringerte sich zusehends und bei einer Entfernung von nur mehr 200 Schritten blies die königliche Kavallerie zum Angriff auf die Protestanten. Es gelang ihr, sich der Kanonen der Reformierten zu bemächtigen.
Hiernach setzte im protestantischen Heer generelle Panik ein und fliehende Truppenteile wurden von den Katholiken massakriert. Gegen 2 Uhr nachmittags hatten die Katholiken Vergt eingenommen. Hier beschlagnahmten sie Ochsen, um die den Protestanten abgenommenen Geschütze bewegen zu können. Im Verlauf der Schlacht verlor de Duras insgesamt 19 seiner 23 Infanteriekompanien und 8 von 13 Kavallerieabteilungen. Als er schließlich in Montmorillon eintraf, hatte er nur noch eine Hundertschaft um sich.
De Monluc zufolge wurden in den nächsten Tagen zahllose Geflohene des protestantischen Heeres in den umliegenden Wäldern, in denen sie sich verstecken wollten, von den spanischen und gaskognischen Heeresteilen, aber auch von der ansässigen Bevölkerung, gejagt und getötet. Die fliehenden Protestanten suchten dabei jede Art von Schutz vor der zügellosen Rachsucht der Sieger, wie ein etwa 400 Jahre nach der Schlacht in einem hohlen Baum aufgefundenes Skelett mit Hellebarde belegt, das wohl vom tragischen Ende eines protestantischen Soldaten in seinem vermeintlich sicheren Versteck zeugt. Die Zahl der gefallenen Protestanten belief sich mindestens auf rund 4.000, über die Verluste der Katholiken liegen jedoch keine Angaben vor.

## Auswirkungen

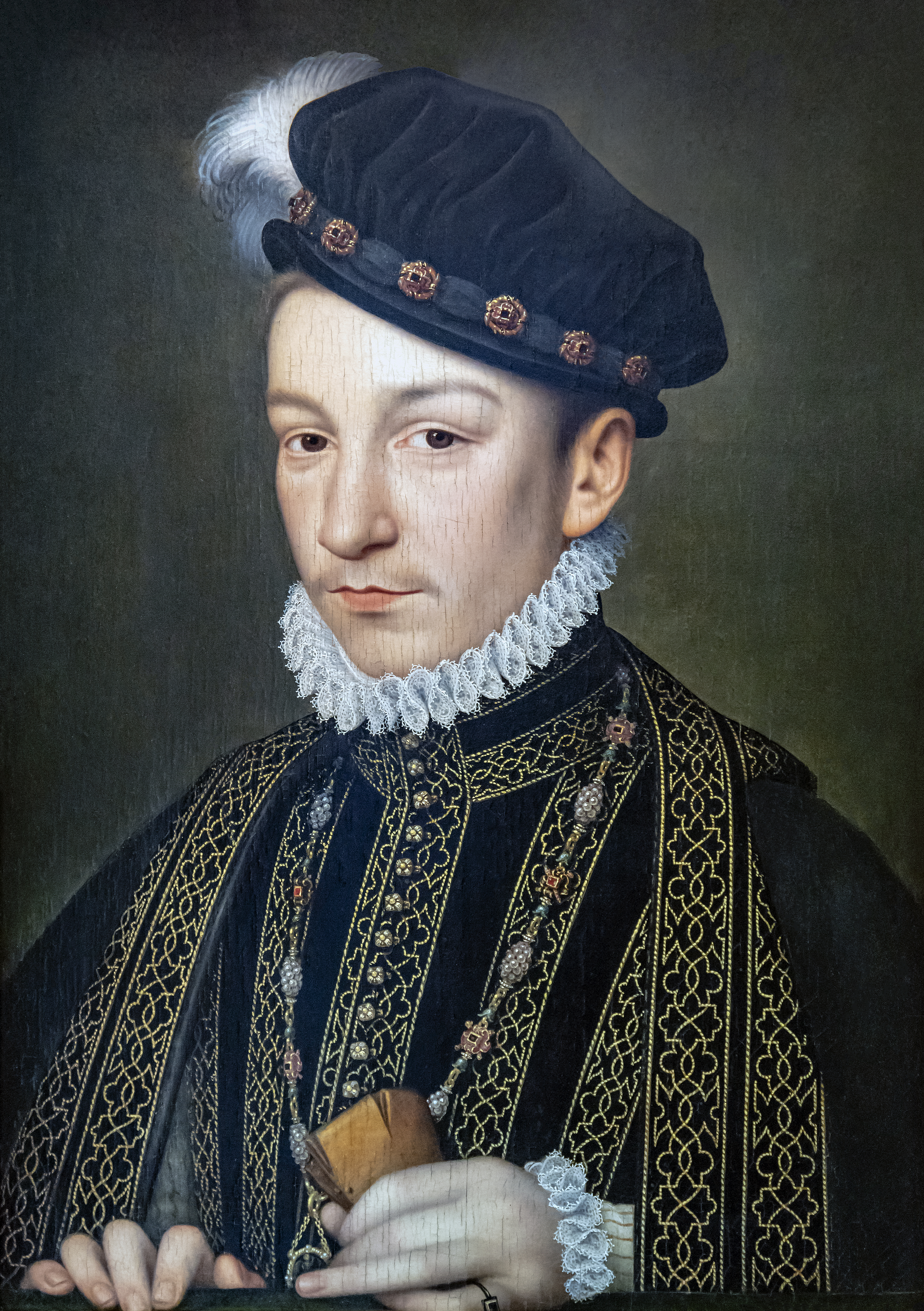
Karl IX.

Die Niederlage in der Schlacht von Vergt bedeutete einen katastrophalen Rückschlag in der effektiven Stärke des protestantischen Heeres. Überdies hatten sich zahlreiche gaskognische Heerführer nach der für die Protestanten verloren gegangenen Schlacht von Vergt den königlichen Truppen angeschlossen. De Condé und der Admiral Coligny hatten keine andere Wahl, als die verlorene gaskognische Infanterie notgedrungen mit deutschen Söldnern zu ersetzen. Diese stellten in der Schlacht bei Dreux am 19. Dezember 1562 dann die Hauptmasse der protestantischen Einsatzkräfte. Das Verhalten  der Landsknechte und Deutschen Reiter war jedoch mit der Hauptgrund, warum der Duc de Guise über das protestantische Heer letztlich den Sieg davon tragen sollte – anstatt auf dem Schlachtfeld zu bleiben hatten sich die Söldner nämlich über den Tross der Katholiken hergemacht.
In der Guyenne kam es aber selbst nach der verheerenden Schlachtenniederlage dennoch zu weiteren protestantischen Überfällen, vor allen Dingen in der Umgebung von Bergerac.
Aufgrund ihres Erfolges konnten sich Blaise de Monluc und de Burie die Regentschaft über die Guyenne teilen.